# Lewis (puškomitraljez)
Lewis (angleško Lewis Gun) je puškomitraljez, ki so ga uporabljale britanske in druge oborožene sile med prvo in drugo svetovno vojno.
Prepoznamo ga lahko po vodoravno nameščenem bobnu za strelivo in po široki aluminjasti cevi, ki obdaja hladilna rebra.

## Opis
Razvil ga je polkovnik Isaac Newton Lewis, pripadnik oboroženih sil ZDA na osnovi mitraljeza, ki ga je izumil Samuel McLean, vendar ga v ZDA niso nikdar uporabljali. Cev ima aluminijasto ohišje, ki je konstruirano tako, da izpušni plini vsesajo v ohišje zrak in tako hladijo orožje. 
Težak je le približno 11,8 kg, tako da ga je (za razliko od Vickersovega mitraljeza) lahko nosil in uporabljal samo en vojak. Stal je šestino cene Vickersovega mitraljeza in je bil med prvo svetovno vojno v množični uporabi. 
V drugi svetovni vojni ga je nadomeščal mitraljez Bren; po koncu tudi ta ni bil več v uporabi.
Ena od različic je tudi letalski mitraljez. Ta nima kopita, ampak ročaj s katerim je bilo mitraljez v letalu lažje usmerjati. Praviloma so se na letalih uporabljali brez aluminijastega ohišja okrog cevi.

## Uporabniki
Uporabniki Lewisa razvrščeni glede na kaliber oz. naboj:

#### .303 britanski
- Avstralija
- Kanada
- Nemško cesarstvo: Zaplenjeni na zahodni fronti.
- Združeno kraljestvo

- Slovenski partizani[2]

#### .30-06 Springfield
- Združene države Amerike

#### 7,92×57 Mauser
- Druga poljska republika

#### 6,5×53 R Mannlicher in 7,92×57 R
- Nizozemska: V uporabi pod imenom Lewis M.20. Vojska je uporabljala različico v kalibru 6,5×53 R Mannlicher, konjenica in letalstvo pa različico kalibra 7,92×57 R.[3]

## Galerija
- Nemci z zaplenjenimi Lewisi, bitka na Somi (1916)
- Avstralci ob urjenju z Lewisi, 1917
- Američan se pripravlja na uporabo Lewisa v letalu, 1917
- Širje Lewisi v protiletalski vlogi v VB, 1941
- Razporeditev nabojev v bobnu poljskega Lewisa